# Flughafen Ramon

i8
i11
i13
Der Flughafen Ilan and Assaf Ramon International Airport Eilat (hebräisch נמל התעופה רמון, arabisch مطار رمون, IATA-Code: ETM, ICAO-Code: LLER) ist ein 2019 in Betrieb genommener internationaler Flughafen, 15 Kilometer nördlich von Eilat, Israel.

## Geschichte
Der neue Flughafen Ilan and Assaf Ramon International Airport Eilat, auch Ramon Airport genannt, löste den alten Flughafen J. Hozman ab. Er wurde auf der Höhe von Timna im Arava-Tal erbaut. Der für umgerechnet rund 400 Millionen Euro neugebaute Flughafen wurde offiziell am 21. Januar 2019 eröffnet, und die ersten internationalen Flugbewegungen werden seit März 2019 durchgeführt.
Aufgrund umfangreicher Sicherungsmaßnahmen soll er der bestgesicherte Flughafen des Landes sein. Die Planung geht von bis zu zwei Millionen abgefertigten Passagieren im Jahr aus.
Mit Eröffnung des Ramon-Flughafens wurde auch der zivile Teil des Flughafens Eilat-Ovda (IATA-Code VDA), der Charterflüge aus Europa bediente, geschlossen.
Wegen der COVID-19-Pandemie blieben die Passagierzahlen weit unter den Erwartungen: 
- 2019: 348.000
- 2020: 126.000
- 2021: 4.800
- Im ersten Quartal 2022 waren es nur 20.

### Öffnung für Palästinenser
Im Sommer 2022 beschloss Israel, dass der Flughafen für Palästinenser geöffnet werden soll. Es sollte einige Flüge nach Zypern und in die Türkei geben, zu denen die Bewohner des Westjordanlandes mit eigenen Bussen aus dem Raum Hebron anreisen können. Diese Flüge sollten die Reise über die Allenby-Brücke zum jordanischen Queen Alia International Airport bei Amman überflüssig machen und damit eine den USA versprochene Geste gegenüber den Palästinensern sein. Der Plan hatte allerdings Mängel:
- Das Verreisen ist wegen der Sicherheitskontrollen nur mit Handgepäck möglich.
- Die Anreise umfasst zwei Sicherheitskontrollen und eine dreistündige Busfahrt.
- Für Bewohner aus dem Norden (Nablus und Ramallah) verlängert sich die Anreise um weitere Stunden, da Amman näher ist.
- Die Bevölkerung von Eilat ist aus Sicherheitsgründen damit nicht einverstanden.
- Die Palästinensische Autonomiebehörde wurde nicht in den Plan einbezogen und verlangt die Öffnung des seit 2000 außer Betrieb befindlichen Flughafens von Jerusalem/Atarot bei Ramallah.[6]

Kritiker sehen hinter dem Plan keine gute Umsetzung.
Kurz vor dem ersten Flug am 22. August wurde das Vorhaben auf unbestimmte Zeit ausgesetzt. Der eine Flug nach Zypern fand jedoch statt, was zu harscher Kritik Jordaniens führte, das sich einer wichtigen Einnahmequelle beraubt sieht. Einerseits wird die Autonomiebehörde des Verrates bezichtigt, andererseits Israel der gezielten Behinderung des Grenzverkehrs über die Brücke, nur um die eigenen wirtschaftlichen Interessen zu Lasten Jordaniens zu bedienen.

## Besonderheiten
Der Flughafen befindet sich in der Nähe eines 25 Meter hohen Grenzzauns zu Jordanien.